# Chiesa di Maria Santissima Immacolata (Calatafimi Segesta)
La chiesa Maria Santissima Immacolata è una chiesa ubicata nella città di Calatafimi Segesta, in provincia di Trapani.
Questa chiesa viene comunemente detta "chiesa nuova" perché è l'ultima delle chiese maggiori sorte a Calatafimi.

## Storia
Fu fondata dall'abate Vincenzo Blundo nel 1779, e secondo il progetto originario doveva essere affiancata da una casa di riposo per sacerdoti anziani, ma il progetto non fu mai realizzato.
Fu inaugurata nel 1852 e divenne parrocchia nel 1938.
Chiusa dopo il terremoto del Belice del 1968, fu riaperta al culto nel 1978 per volontà del vescovo di Trapani Mons. Francesco Ricceri.
Il 7 maggio 1989, nel 50º anniversario di erezione a Parrocchia, per le mani del Vescovo di Trapani, Mons. Domenico Amoroso, la chiesa è stata consacrata a Maria SS. Immacolata. Ha cessato di essere parrocchia il 3 novembre 2008 dopo 70 anni di attività.

## Descrizione

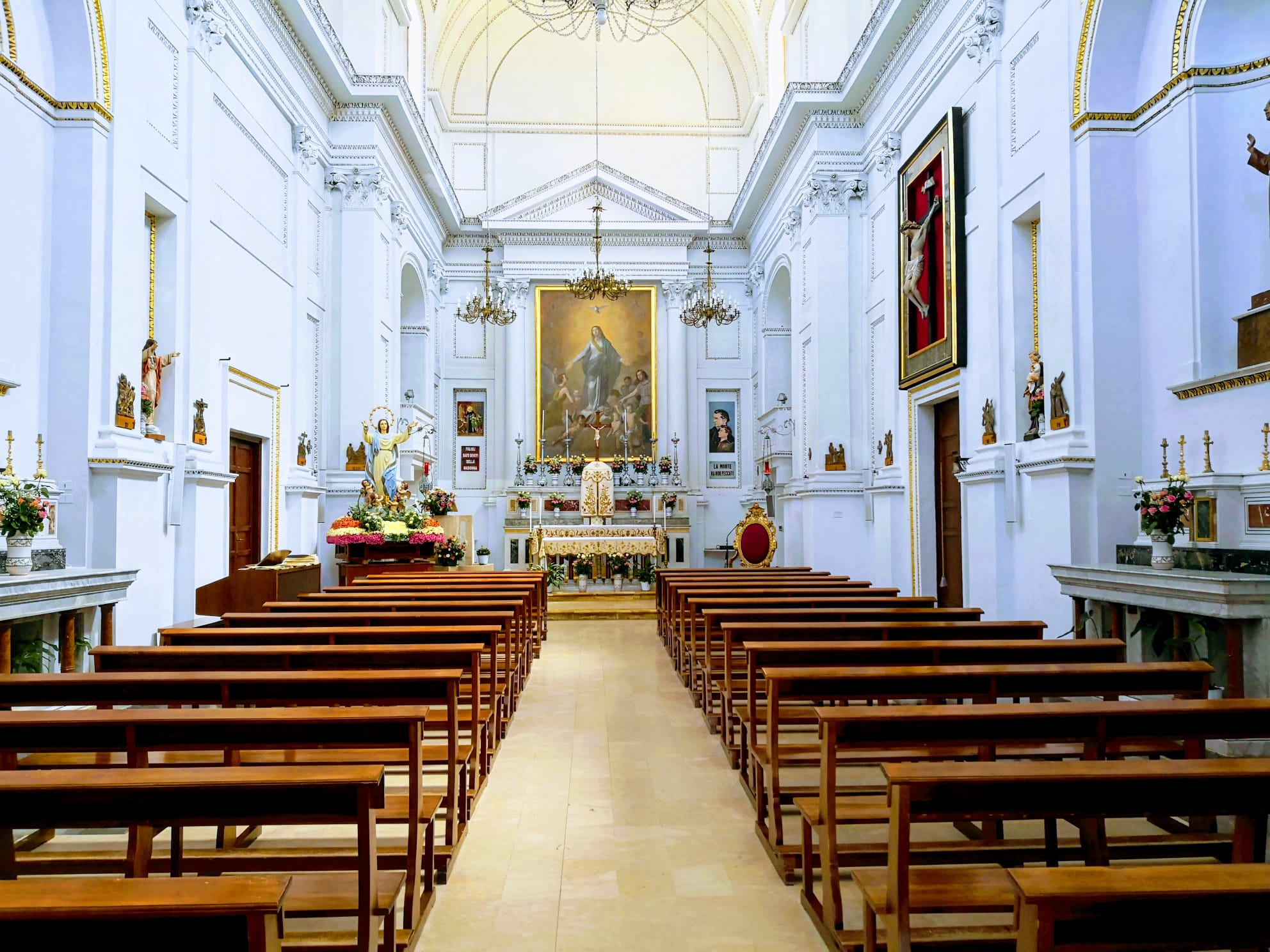
Interno della Chiesa

Attraverso una scalinata si accede alla piazzetta antistante la chiesa; poi altri gradini introducono, attraverso una parete con apertura ad arco posta in asse al portale della chiesa, nell'atrio, acciottolato e scoperto. La chiesa è di discreta grandezza, a unica navata, linda e di quella semplicità architettonica di pilastri, di archi e di cornice che è comune alle chiese dell'Ottocento.
Sul lato destro della navata si trovano:  
- stampa della Madonna del Buon Consiglio;
- san Francesco d'Assisi, statua lignea di Alberto Costantino del 1923 sul proprio altare;
- statua in resina di San Giuseppe col bambino Gesù del 2017;
- crocifisso ligneo su velluto rosso di autore ignoto con intorno reliquie di Santi, cornice restaurata nel novembre 2018.

Nell'abside è collocata la tela di Maria Santissima Immacolata tra Angeli ed Arcangeli, opera del calatafimese Nicolò Rindello del XIX secolo; la cornice è stata restaurata nel 2018. A destra della suddetta tela dell'Immacolata vi è una tela raffigurante San Giovanni Bosco e San Domenico Savio di Dimitri Eptate del 1983.
A sinistra della tela del Rindello una tela di Giuseppe Ardito del 1974 raffigurante San Filippo Neri.
Sul lato sinistro della navata si trova la statua in resina del Sacro Cuore di N.S.G.C. e la statua di Maria Santissima Assunta, in legno di Giuseppe Stuflesser di Ortisei del 1964 sul proprio altare. La statua della Madonna Assunta viene portata in processione per le vie del paese il 15 agosto.
Nell'ex cappella del Fonte Battesimale è stata collocata la statua in resina della Beata Vergine Maria di Lourdes.
Sulla volta si trovano quattro affreschi di Giuseppe Manfrè da Bagheria del 1977: La cacciata dall'Eden, L'Annunciazione, La Pentecoste, L'Assunzione.

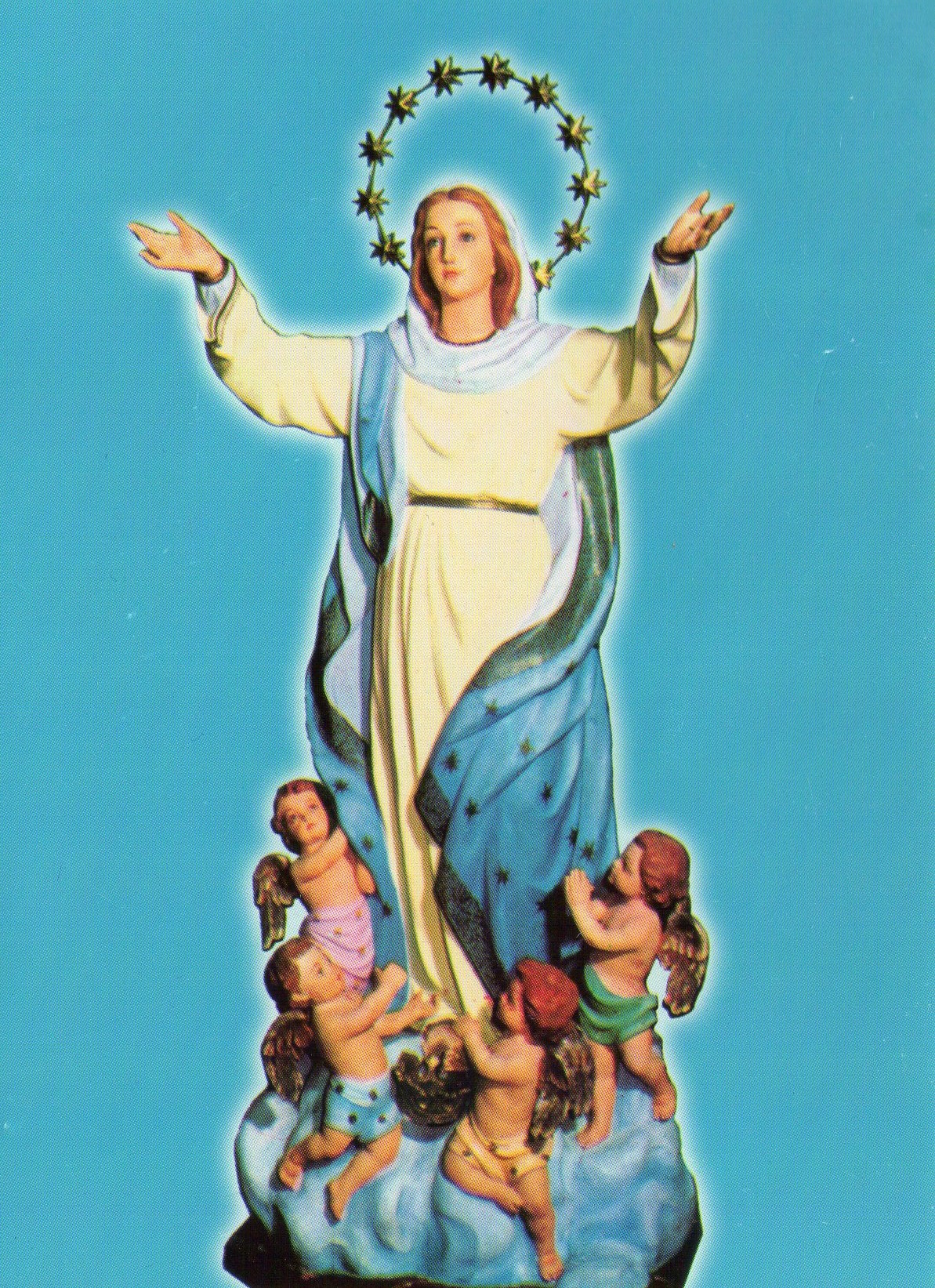
Maria SS. Assunta
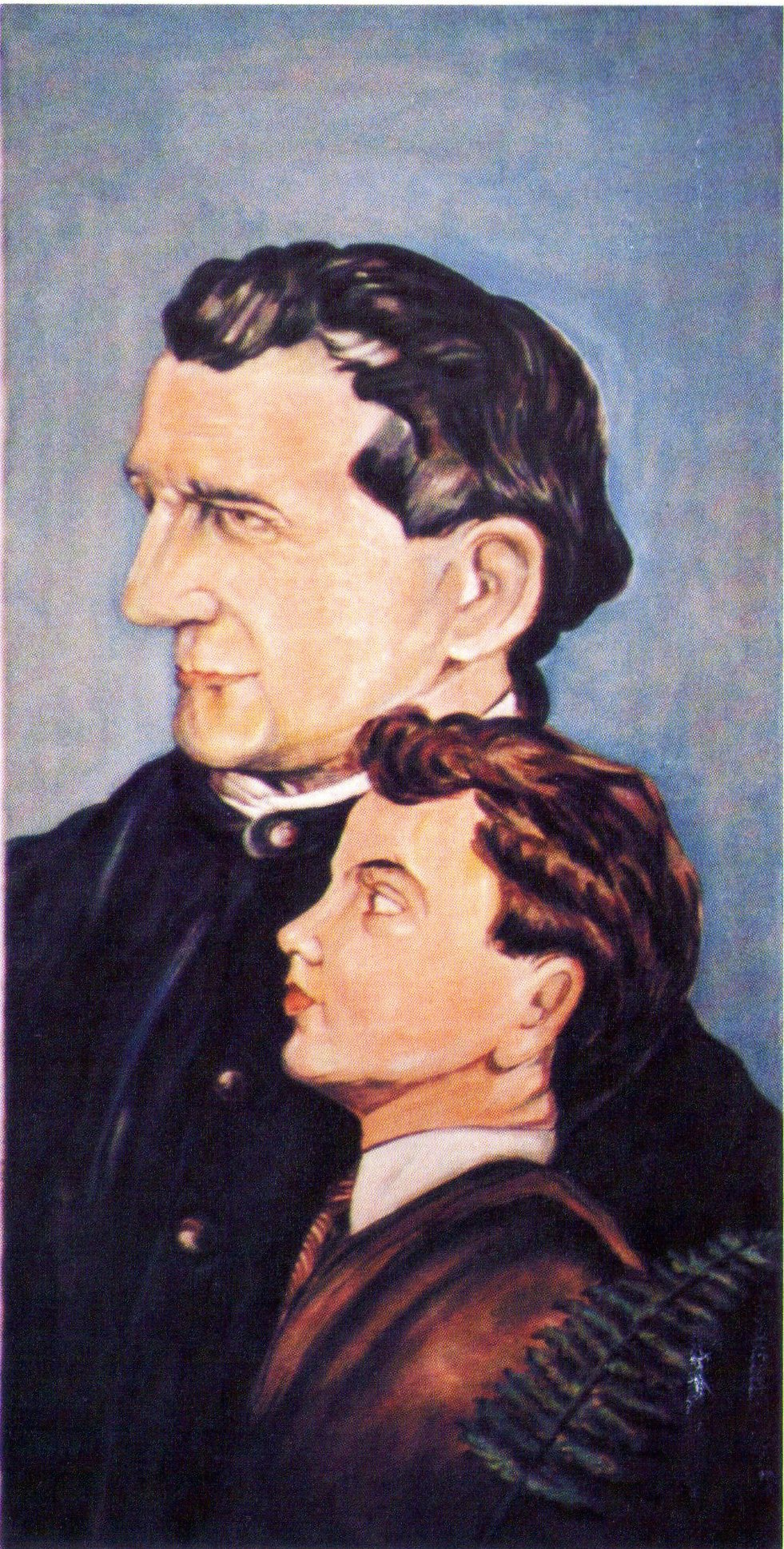
Tela di san Giovanni Bosco e san Domenico Savio
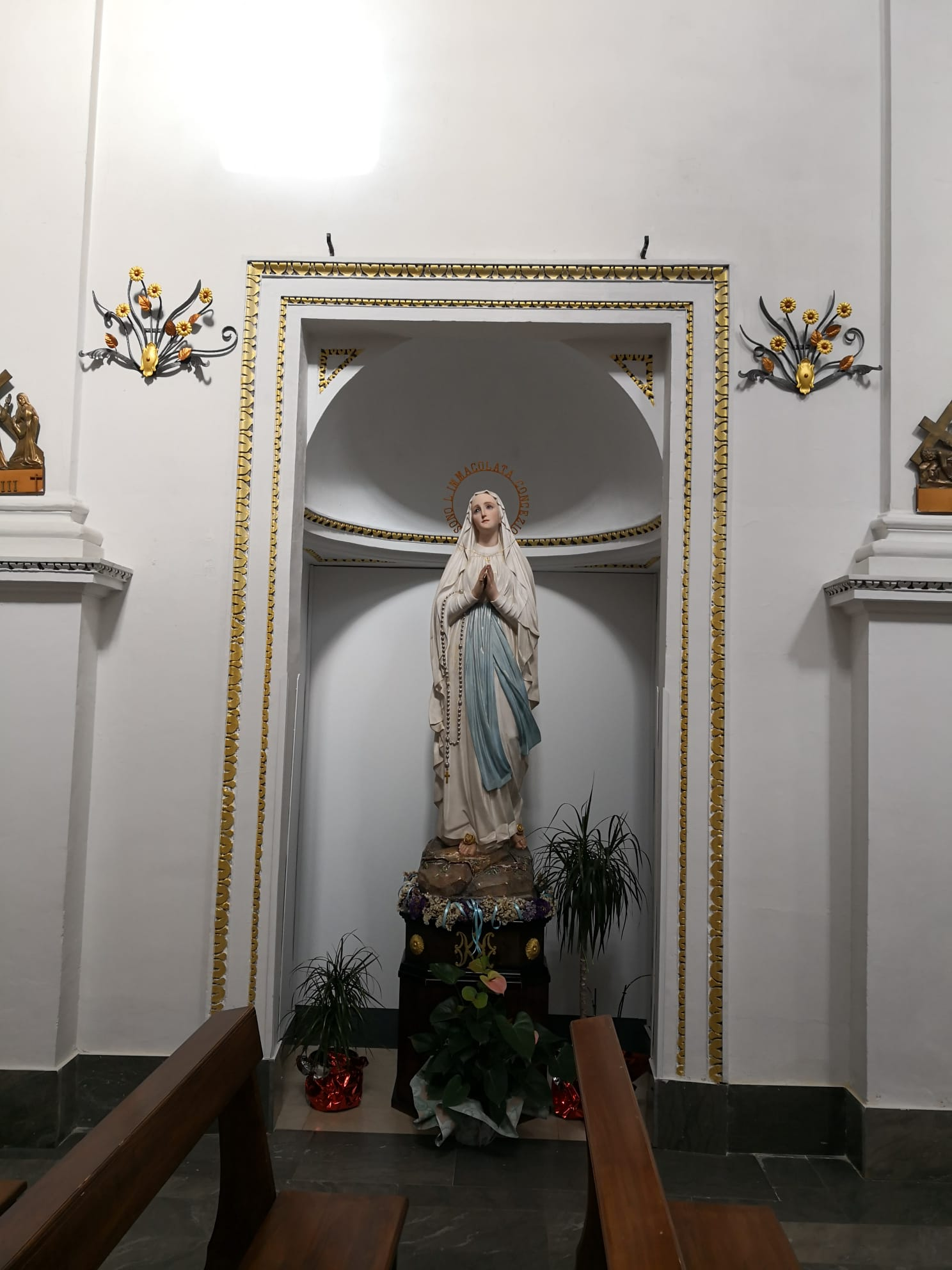
Madonna di Lourdes nella sua cappella
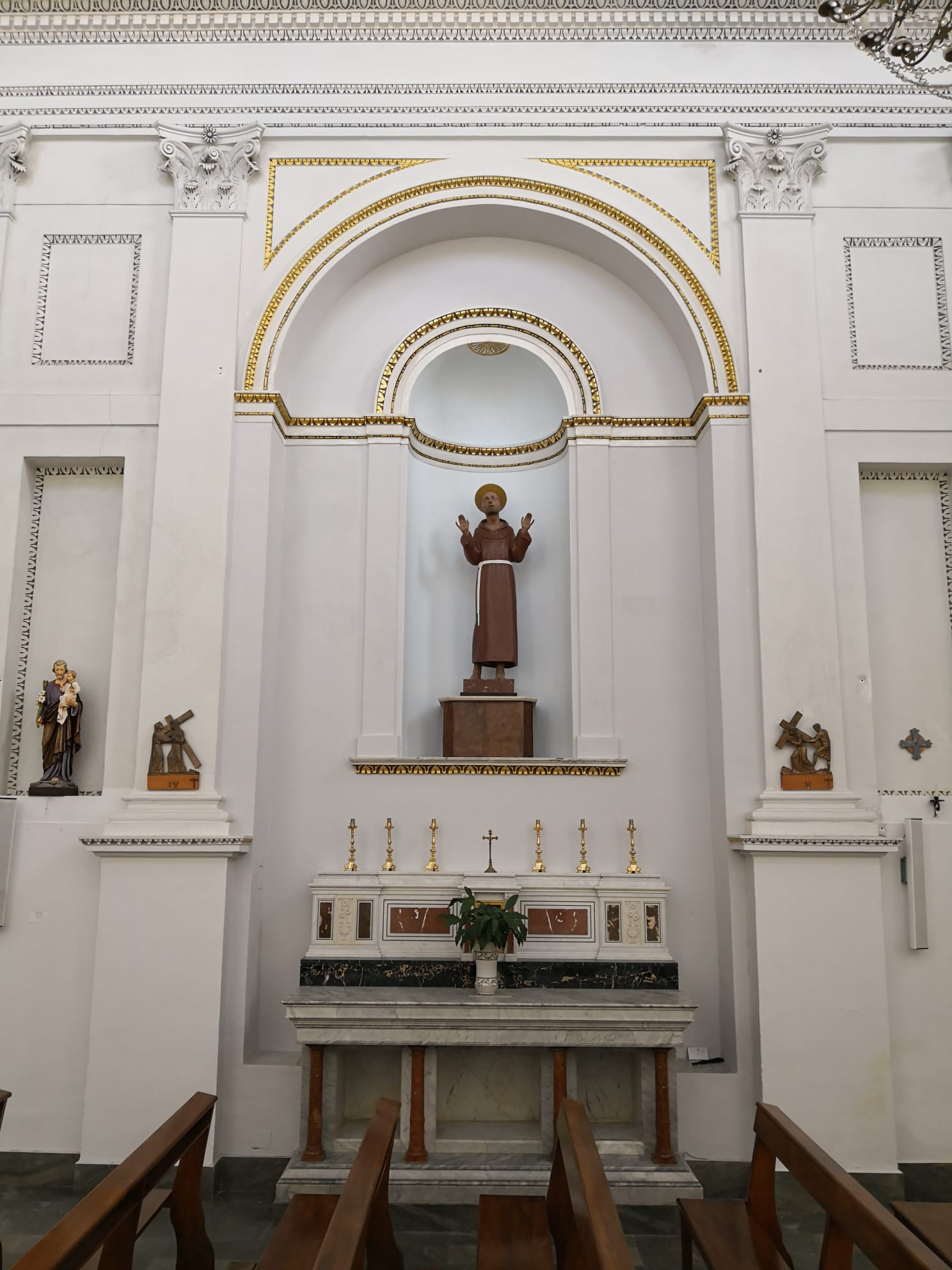
San Francesco nel suo altare
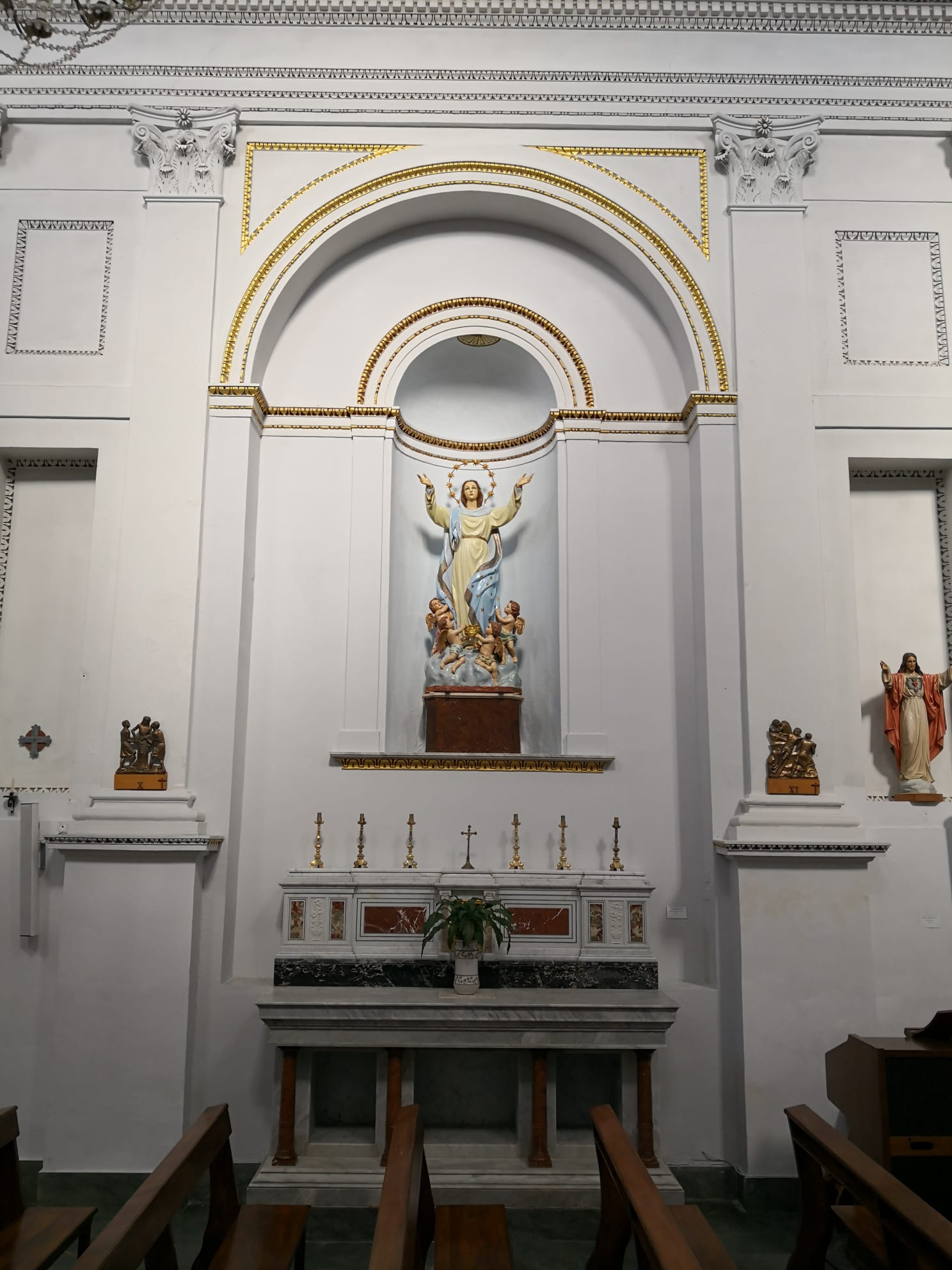
Maria Santissima Assunta nel suo altare
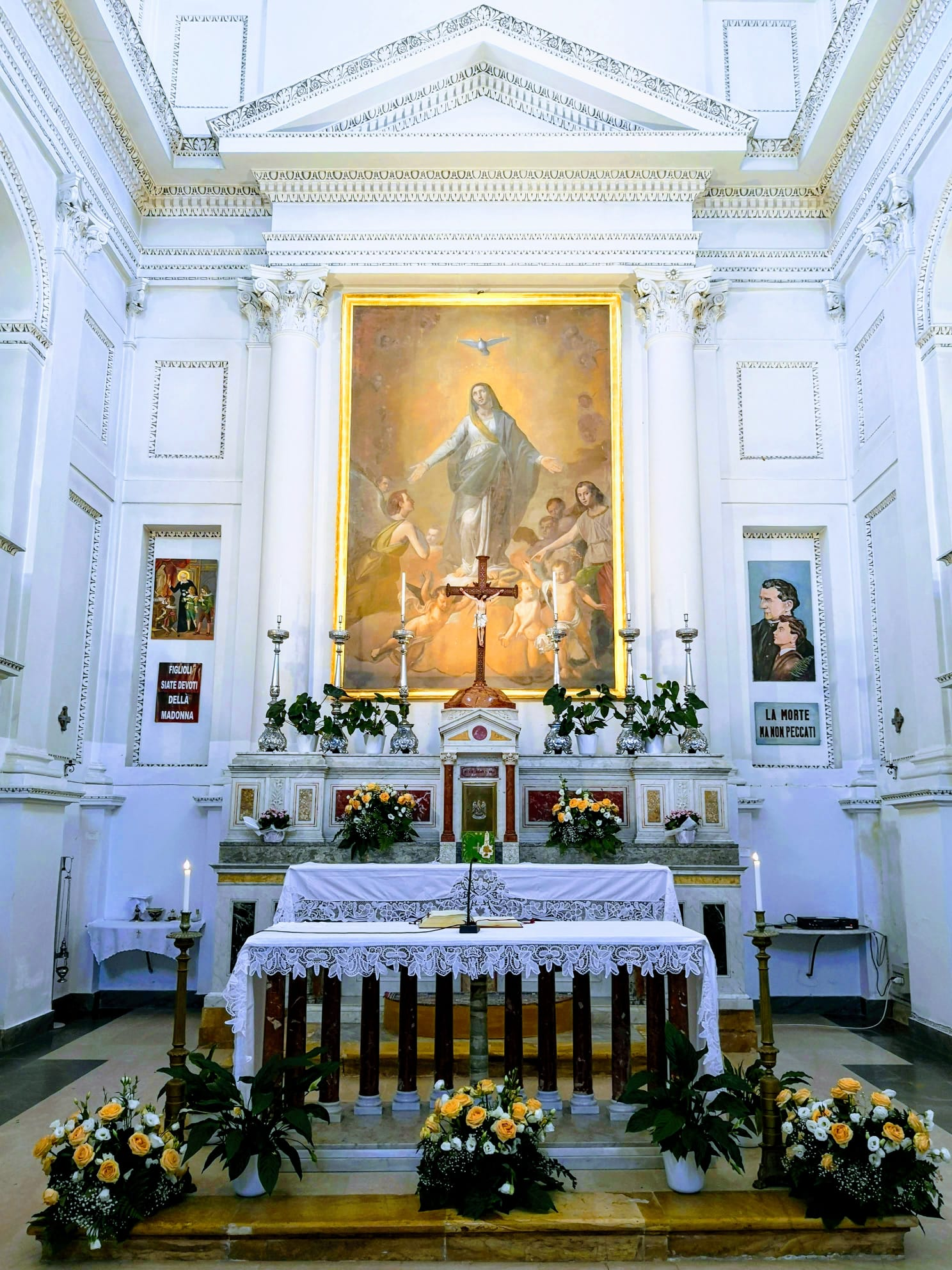
L'altare maggiore con la tela dell'Immacolata

## Parroci e Rettori
- 1938 - 1952: don Vito Vivona;
- 1952 - 1962: don Luciano Accardo;
- 1962 - 2008: don Francesco Campo;
- 1 ottobre 2013 - 8 novembre 2020: Arciprete Giulio Scavuzzo, rettore.